# المعهد العالي للبيوتكنولوجيا بسيدي ثابت
المعهد العالي للبيوتكنولوجيا بسيدي ثابت هي إحدى مؤسسات التعليم العالي التونسية ويتبع جامعة منوبة. وقد بعث بمقتضى الأمر عدد 1391 لعام 2004 المؤرخ في 22 جوان 2004. ويقع بالقطب التكنولوجي بسيدي ثابت بضواحي تونس العاصمة.

شعار المعهد العالي للبيوتكنولوجيا بسيدي ثابت

## أهدافه
يهدف المعهد إلى إعطاء الطلبة تكوينا متعدد الاختصاصات في ميداني الميكروبيولوجيا الصناعية ومراقـبة الجودة.

## إحصائيات
طبقا إحصائيات السنة الدراسية 2007-2008 يبلغ عدد طلبة المعهد 579 أغلبهم من الفتيات حيث بلغ عددهن 467 طالبة.

## وصلة خارجية
- موقع المعهد العالي للبيوتكنولوجيا بسيدي ثابت.